# Pasul Balaj
Pasul Balaj este o trecătoare situată situată în Carpații Orientali la altitudinea de 1078 m, care face legătura între văile Putnei Mari și Bicazului de-a lungul DJ127A. Astfel, prin conectarea cu porțiunea finală de pe valea Putnei a DJ127 se realizază conexiunea transmontană dintre porțiunile adiacente ale DN15 (situată în județul Harghita) și DN12C (situată în județul Neamț).

## Date geografice
Trecătoarea este situată pe culmea dintre vârfurile Păltiniș (1291 m) din Culmea Tulgheș a Munților Hășmașului - la est și, Poiana Mare (1502 m) din Masivul Ceahlău - la vest.

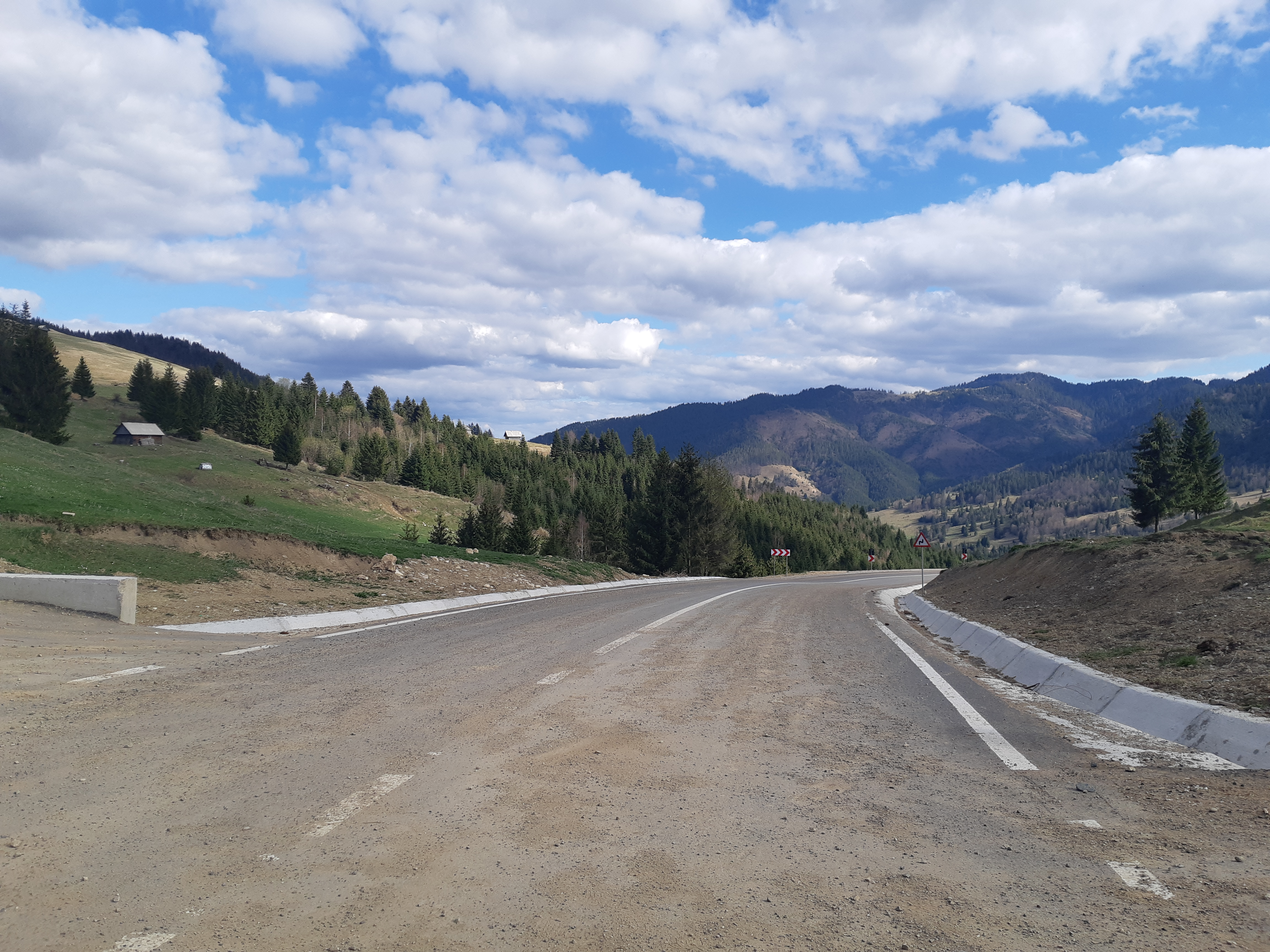
DJ127A:începutul coborârii spre valea Jidanului.

Drumul care parcurge pasul urcă din nord-est de pe valea Putnei Mari din satul Tulgheș pe firul Balajului și coboară pe valea Jidanului (Capra) prin satul Telec spre Bicazu Ardelean. Este practicabil numai cu mașini de teren în regim off road, exceptând tronsonul de drum de 14 km dintre centrul comune Bicazu Ardelean și limita dintre județele Neamț și Harghita, care, este modernizat (sectorul de drum de 5 km dintre Tulgheș și limita dintre județe era în luna ianuarie 2024 încă nemodernizat).
În pas se găsește o troiță.
În apropiere sunt situate pasurile Țengheler (situat pe DJ127 spre vest-sud-vest), Pasul Creanga (situat pe DN15 spre nord-vest, Pasul Doamnei spre nord-est și Pângărați (situat pe DN12C spre sud-vest).

## Obiective turistice de interes situate în apropiere
- Peștera Toșorog
- Peștera Munticelu
- Cheile Șugăului
- Cheile Bicazului